# Entideologisierung
Unter Entideologisierung wird vor allem im Hinblick auf politische Parteien und Verbände der zumeist schleichend stattfindende Übergang von verbindlichen, mit weltanschaulicher Inbrunst verfochtenen Positionen zu pragmatischeren Haltungen verstanden. Es handelt sich um einen umstrittenen Terminus.
Der Begriff hatte vor allem in den 1950er und 1960er Jahren Konjunktur, etwa im Zusammenhang mit Otto Kirchheimers Schriften zur Transformation westeuropäischer Parteiensysteme, mit der in ihnen enthaltenen These eines Trends zur Allerweltspartei („Catch-All-Party“) und einem damit einhergehenden „Verfall der Opposition“. Im Zuge einer Entideologisierung, so die These Kirchheimers, näherten sich die großen Parteien der westeuropäischen Länder einander an, und die „Weltanschauungsparteien“ auf konfessioneller oder klassenstruktureller Basis wandelten sich zu Allerweltsparteien.
Der Begriff wird empirisch zumeist auf die politische Linke angewandt. Typisch etwa der Ergänzungsband der Brockhaus-Enzyklopädie A–I (Wiesbaden 1975, S. 424): „In der Bundesrepublik Deutschland kam es nach dem Zweiten Weltkrieg zu einer Entideologisierung größeren Ausmaßes, deren hervorstechendstes Ergebnis die Absage der sozialdemokratischen Partei an die marxistische Ideologie der proletarischen Revolution und der Sozialisierung des Privateigentums an Produktionsmitteln im Godesberger Programm war (1959).“ Häufig wird in diesem Zusammenhang auf die abschreckende Wirkung des als politische Religion im Sinne Eric Voegelins agierenden Faschismus und Stalinismus verwiesen. Je nach der Billigung oder Ablehnung des Vorgangs der Entideologisierung wird in der Regel auch der Begriff bejaht oder eher kritisch beleuchtet. Eine Schwierigkeit bietet hier auch die Vieldeutigkeit des Konzepts der Ideologie selbst.
Dem Begriff der Entideologisierung steht jener der Reideologisierung gegenüber, empirisch anwendbar etwa im Hinblick auf Teile der Studentenbewegung um das Jahr 1968 oder auf das Wiedererstarken religiös-politischer Fundamentalismen in den letzten Jahrzehnten des 20. Jahrhunderts. Auch der kompromisslose Glaube an die Überlegenheit der Marktwirtschaft, wie er von der Chicagoer Schule um Milton Friedman propagiert wurde, kann als Versuch der Reideologisierung gegenüber den eher entideologisierten, technokratischen Konzepten des Keynesianismus gelten.